# Beauregard-l'Évêque
Beauregard-l'Évêque è un comune francese di 1 338 abitanti situato nel dipartimento del Puy-de-Dôme nella regione dell'Alvernia-Rodano-Alpi.

## Società

### Evoluzione demografica
Abitanti censiti